# Metzgeria fauriana
Metzgeria fauriana là một loài Rêu trong họ Metzgeriaceae. Loài này được Stephani mô tả khoa học đầu tiên năm 1917.